# Fannie Flagg
Pour les articles homonymes, voir Flagg.
Fannie Flagg, née Patricia Neal, le 21 septembre 1944 à Birmingham, en Alabama, aux (États-Unis), est une écrivaine et actrice américaine.
Elle est surtout connue pour son roman Beignets de tomates vertes, publié en 1987, dont l'adaptation cinématographique de 1991 a remporté un franc succès. 

## Biographie
Fannie Flagg, de son vrai nom Patricia Neal, est la fille unique de Marion Leona et William Hurbert Neal Jr. À part une courte période sur la côte du Golfe du Mexique, près de la ville de Point Clear, Flagg a passé son enfance dans la région de Birmingham, Alabama. Maintenant, elle partage son temps entre la Californie et l'Alabama.
Elle s'intéresse très rapidement à la comédie sous l'influence de son père. Sa détermination lui vaut de remporter durant son adolescence une année de scolarisation dans une école d'acting grâce à sa participation au concours de Miss Alabama. Cet évènement marque le début d'une importante carrière de comédienne et de scénariste à New York et Hollywood à partir des années 1960. C'est à l'occasion de son inscription dans l'association Actor's Equity à l'âge de 18 ans qu'elle doit choisir un nom de scène. En effet, Patricia Neal est déjà enregistré pour une autre actrice. Elle choisit alors le prénom Fannie en hommage à son grand-père qui lui suggère de l'adopter car un grand nombre d'actrices du circuit du vaudeville le portaient, ce qui pourrait, selon lui, lui porter bonheur. Elle adopte également Flagg comme nom de famille en mémoire de la grand-mère d'un ami. Ce nom la suivra tout au long de sa carrière aussi bien cinématographique que télévisuelle et littéraire.  
En plus de cette carrière à la télévision et au cinéma, Fannie Flagg se lance dans une carrière d'écrivaine dont le plus grand succès, Beignets de tomates vertes (Fried Green Tomatoes at the Whistle Stop Cafe),  sera par la suite adapté au cinéma. Sa dyslexie l'ayant longtemps découragée de se lancer dans l'écriture, celle-ci sera un véritable combat.  
Elle a été la compagne de l'autrice  Rita Mae Brown.

## Filmographie

### comme actrice
- 1970 : Cinq pièces faciles (Five Easy Pieces) : Stoney
- 1971 : Some of My Best Friends Are : Helen
- 1974 : The New Candid Camera (série TV)
- 1975 : Wonder Woman (The New Original Wonder Woman) (TV) : Amazon Doctor
- 1976 : Stay Hungry : Amy
- 1977 : Sex and the Married Woman (TV) : Virginia Ladysmith
- 1978 : Rabbit Test : The President's Wife
- 1978 : Grease : Nurse Wilkins
- 1981 : Harper Valley PTA (série TV) : Cassie Bowman
- 1988 : My Best Friend Is a Vampire : Mrs. Capello
- 1991 : Beignets de tomates vertes (Fried Green Tomatoes) : Teacher
- 1999 : La Tête dans le carton à chapeaux (Crazy in Alabama) : Sally the Waitress

### comme scénariste
- 1960 : Candid Camera (série TV)
- 1991 : Beignets de tomates vertes

## Récompenses et nominations
| Date | Prix                                                       | Œuvre                      | Résultat |
| ---- | ---------------------------------------------------------- | -------------------------- | -------- |
| 1992 | Oscar du meilleur scénario adapté                          | Beignets de tomates vertes | Nommée   |
| 1992 | Writers Guild of America Award du meilleur scénario adapté | Beignets de tomates vertes | Nommée   |